# Sven Ekman (ingenjör)
Sven Sigurd Ekman, född 30 mars 1865 i Stockholm, död 7 april 1947 i Ljungs församling, Göteborgs och Bohus län, var en svensk ingenjör och högskollärare.
Sven Ekman var son till Fredrik Laurentz Ekman. Han avlade mogenhetsexamen i Stockholm 1885 och utexaminerades från Tekniska högskolans avdelning för mekanik 1889. Ekström var anställd vid industriföretag i Storbritannien och USA 1889–1891 och vid Surahammars järnverk 1892. Han var 1893–1894 föreståndare för Stockholms stads renhållningsverk vid Riddersvik och 1896–1897 konstruktör vid Morgårdshammar mekaniska verkstads AB, 1898 konstruktör vid Åbo järnmanufaktur AB och vid maskinverkstäder i Boston, Pittsburgh och Milwaukee 1899–1904. Efter att ha återvänt till Sverige arbetade Ekman som ingenjör vid Bolinders Mekaniska Verkstad 1904–1907 samtidigt som han arbetade som konsulterande ingenjör i Stockholm. Han var 1914-1915 professor i maskinlära vid Tekniska högskolan, lektor i samma ämne vid Tekniska elementarskolan i Borås 1917–1918 och professor i maskinlära (värmemotorer) vid Chalmers tekniska institut 1919–1930. Ekman utgav flera mindre skrifter, bland annat Centrifugal-regulatorer, deras egenskaper och beräkning (1910).